# Rõuge kirik
Rõuge kirik är en luthersk kyrka i Rõuge. Den byggdes ursprungligen 1550, men skadades svårt under stora nordiska kriget. Den nuvarande kyrkan byggdes under 1730-talet. Kyrkans orglar från 1854 ersattes 1930 av nya. Bredvid kyrkan finns ett minnesmärke till estniska frihetskriget.